# Odenato
Lúcio Septímio Odenato (português europeu) ou Lúcio Sétimo Odenato (português brasileiro) (em latim: Lucius Septimius Odaenathus), ou apenas Odenato ou Odeina(em grego: Οδαίναθος; romaniz.: Hodainathos, em árabe: أذينة; romaniz.: Udhaynah; em aramaico: ܐܕܝܢܬ; romaniz.: Oḏainaṯ), a forma latinizada do siríaco Odainath, foi um soberano do reino árabe de Palmira (na Síria) e do posterior Império de Palmira na segunda metade do século III, o qual teve amplo sucesso em recuperar os territórios romanos no oriente do Império Sassânida e restaurando-os ao Império Romano.
Seu nome completo era Septímio Odenato. Alguns autores são da opinião que este nome era de origem aramaica enquanto outros afirmam que ele era derivado do vocábulo árabe "Odaina", que significa "orelha pequena", o que é reforçado por sua genealogia, que indica que ele era de ascendência árabe. Seu gentilicium, "Septímio", mostra que sua família recebeu cidadania romana durante o reinado de um imperador da dinastia severiana, tornando-se uma das principais famílias em Palmira desde a década de 190. Era filho de Lúcio Sétimo Heranes (Hairān), o "senador e chefe de Tadmor", o filho Vabalato (Wahballath), filho de Nasor.

## História

Mapa da Crise do terceiro século. O território controlado por Odenato está em amarelo.

O ano em que Odenato se tornou regente de Palmira é desconhecido, mas já em uma inscrição marcada com a data do ano 258 ele é descrito como "o ilustre cônsul nosso senhor". Sua esposa Zenóbia foi uma grande apoiadora de suas políticas.
A derrota e prisão do imperador Valeriano em 260 deixaram as províncias orientais completamente à mercê dos persas sassânidas. Além disso, a ideia de supremacia persa na região não era algo desejável para Palmira ou seu regente. Inicialmente, ao que parece, Odenato tentou subornar o monarca persa Sapor I. Porém, quando seus presentes foram desrespeitosamente rejeitados, ele decidiu dar apoio à causa de Roma. A neutralidade que havia criado a prosperidade de Palmira foi abandonada em prol de uma política militar ativa, a qual enquanto contribuía para a fama de Odenato, em pouco tempo trouxe ruína à sua cidade natal. Ele atacou as forças armadas persas que retornavam após o saque de Antioquia e infligiu-lhes uma grande derrota antes que pudessem atravessar o Eufrates.
Então, quando dois imperadores usurpadores foram proclamados no Oriente (261), Odenato tomou partido de Galiano, o filho e sucessor de Valeriano. Ele atacou e matou o usurpador Quieto em Emesa e foi recompensado pela sua lealdade com uma posição excepcional (262). Ele provavelemnte já havia assumido o título de rei anteriormente, porém agora se tornou totius Orientis imperator, não somente um regente conjunto nem um augusto, mas sim um líder independente para todo o oriente.
Em uma série de campanhas rápidas e bem sucedidas, durante as quais deixou Palmira sob o controle de Septímio Herodes, atravessou o Eufrates e capturou Edessa, recuperando Nísibis e Carras. Ele chegou a tomar a ofensiva contra o poder da Pérsia e duas vezes atacou a capital Ctesifonte, mas não conseguiu capturá-la.
Essas vitórias restauraram o domínio romano no oriente e Galiano não abriu mão de realizar um triunfo para exibir os cativos e troféus que Odenato havia ganhado (264). O vitorioso comandante celebrou suas vitórias no oriente, compartilhando o título oriental de "rei dos reis" com seu filho mais velho Herodes (Hairān).
Enquanto seguia com todas as formalidades perante seu suserano, o imperador romano, há pouca dúvida que o objetivo de Odenato era criar um império independente. Todavia, durante sua vida, não houve nenhum conflito contra Roma. Ele estava prestes a atacar a Capadócia romana, dominada na época pelos godos, quando, juntamente com seu primogênito Herodes, foi abruptamente assassinado por seu sobrinho Meônio. Apesar de algumas sugestões neste sentido, não há nenhuma base para supor que o assassinato tenha sido instigado por Roma.
De acordo com a pouco confiável e enviesada "História Augusta", Meônio teria matado Odenato e Herodes durante uma festa a pedido de Zenóbia, a segunda esposa de Odenato, que queria seu filho, Vabalato, no trono ao invés de Herodes (que seria filho do rei com outra mulher). A versão mais aceita da história, de acordo com Edward Gibbon, era que o assassinato seria uma vingança contra a prisão que Odenato havia lhe imposto por tê-lo desrespeitado. Após a sua morte (267), Zenóbia o sucedeu em sua posição e praticamente governou Palmira juntamente com Vabalato.